# Stroukoff YC-134
Stroukoff YC-134 je dvomotorno propelersko vojaško transportno letalo. Zgradili so ga pri ameriškem Stroukoff Aircraft Corporation v 1950ih. Letalo je zasnovano na podlagi Fairchild C-123 Provider. Poganjala sta ga dva 3500 konjska turbokompaunda zvezdasta motorja Wright R-3350-89A.
YC-134 je imel tudi BLC (Boundary layer control - kontroliranje mejne plasti), ki je s forsiranjem zraka preko zgornjega dela krila povečal vzgon. Tako je imelo letalo boljše STOL  sposobnosti.

## Specifikacije(YC-134-SA)
Podatki iz Adcock, Al. C-123 Provider in Action. Carrollton, TX: Squadron/Signal Publications, 1992. p 49
Splošne karakteristike
- Tovor: 24000 lb ()
- Dolžina:  ()
- Razpon kril:  ()
- Višina:  ()
- Teža praznega letala: 37965 lb ()
- Maks. vzletna teža: 74700 ()
- Pogon letala: 2 ×  bencinska zvezdasta motorja Wright R-3350-89A, 3500 KM ()  vsak

 Zmogljivost 
- Potovalna hitrost: 219 mph
- Doseg: 1600 milj s 24.000 lb (11.000 kg) tovora ()